# 2005-ös Formula–1 San Marinó-i nagydíj
A San Marinó-i nagydíj volt a 2005-ös Formula–1 világbajnokság negyedik futama, amelyet 2005. április 24-én rendeztek meg az olasz Autodromo Enzo e Dino Ferrarin, Imolában.

## Időmérő edzés
Az időmérőn Räikkönen érte el a pole-t Alonso és Button előtt. Michael Schumacher vezetői hiba miatt csak 14. lett.
| Helyezés | Versenyző            | Csapat/Motor      | Összetett idő | Különbség |
| -------- | -------------------- | ----------------- | ------------- | --------- |
| 1        | Kimi Räikkönen       | McLaren-Mercedes  | 2:42.880      | –         |
| 2        | Fernando Alonso      | Renault           | 2:43.441      | + 0.561   |
| 3        | Jenson Button        | BAR-Honda         | 2:44.105      | + 1.225   |
| 4        | Mark Webber          | Williams-BMW      | 2:44.511      | + 1.631   |
| 5        | Jarno Trulli         | Toyota            | 2:44.518      | + 1.638   |
| 6        | Szató Takuma         | BAR-Honda         | 2:44.658      | + 1.778   |
| 7        | Alexander Wurz       | McLaren-Mercedes  | 2:44.689      | + 1.809   |
| 8        | Felipe Massa         | Sauber-Petronas   | 2:44.930      | + 2.050   |
| 9        | Nick Heidfeld        | Williams-BMW      | 2:45.196      | + 2.316   |
| 10       | Rubens Barrichello   | Ferrari           | 2:45.243      | + 2.363   |
| 11       | Ralf Schumacher      | Toyota            | 2:45.416      | + 2.536   |
| 12       | Jacques Villeneuve   | Sauber-Petronas   | 2:46.259      | + 3.379   |
| 13       | Giancarlo Fisichella | Renault           | 2:46.710      | + 3.830   |
| 14       | Michael Schumacher   | Ferrari           | 2:47.244      | + 4.364   |
| 15       | David Coulthard      | Red Bull-Cosworth | 2:48.070      | + 5.190   |
| 16       | Vitantonio Liuzzi    | Red Bull-Cosworth | 2:48.155      | + 5.275   |
| 17       | Narain Karthikeyan   | Jordan-Toyota     | 2:52.099      | + 9.219   |
| 18       | Tiago Monteiro       | Jordan-Toyota     | 2:54.252      | + 11.372  |
| 19       | Patrick Friesacher   | Minardi-Cosworth  | 2:57.048      | + 14.168  |
| 20       | Christijan Albers    | Minardi-Cosworth  | idő nélkül    |           |

## Futam
A versenyen a vezető Räikkönen a 9. körben technikai probléma miatt kiesett, Schumacher a futam végén felzárkózott a vezető Alonsóra, de megelőzni nem tudta, második lett és megfutotta a leggyorsabb kört (1:21,858). Button harmadikként ért célba, de a BAR-Honda csapatot diszkvalifikálták a versenyről és a következő két versenytől eltiltották, mivel bebizonyosodott, hogy manipulálni tudták az autó súlyát úgy, hogy az a verseny közben könnyebb legyen a minimálisan előírtnál. A harmadik helyért járó 6 pontot így a Montoyát helyettesítő Alexander Wurz kapta. Villeneuve 4., Trulli, 5., Heidfeld 6., Webber 7., Liuzzi 8. lett Ralf Schumacher huszonöt másodperces időbüntetését követően.
| Helyezés | Rajtszám | Versenyző            | Csapat/Motor      | Futott kör | Idő/Kiesés oka | Rajthely | Pont |
| -------- | -------- | -------------------- | ----------------- | ---------- | -------------- | -------- | ---- |
| 1        | 5        | Fernando Alonso      | Renault           | 62         | 1h27:41.921    | 2        | 10   |
| 2        | 1        | Michael Schumacher   | Ferrari           | 62         | + 0.215        | 13       | 8    |
| 3        | 10       | Alexander Wurz       | McLaren-Mercedes  | 62         | + 27.554       | 7        | 6    |
| 4        | 11       | Jacques Villeneuve   | Sauber-Petronas   | 62         | + 1:04.442     | 11       | 5    |
| 5        | 16       | Jarno Trulli         | Toyota            | 62         | + 1:10.258     | 5        | 4    |
| 6        | 8        | Nick Heidfeld        | Williams-BMW      | 62         | + 1:11.282     | 8        | 3    |
| 7        | 7        | Mark Webber          | Williams-BMW      | 62         | + 1:23.297     | 4        | 2    |
| 8        | 15       | Vitantonio Liuzzi    | Red Bull-Cosworth | 62         | + 1:23.764     | 15       | 1    |
| 9        | 17       | Ralf Schumacher*     | Toyota            | 62         | + 1:35.841     | 10       |      |
| 10       | 12       | Felipe Massa         | Sauber-Petronas   | 61         | + 1 kör        | 18       |      |
| 11       | 14       | David Coulthard      | Red Bull-Cosworth | 61         | + 1 kör        | 14       |      |
| 12       | 19       | Narain Karthikeyan   | Jordan-Toyota     | 61         | + 1 kör        | 16       |      |
| 13       | 18       | Tiago Monteiro       | Jordan-Toyota     | 60         | + 2 kör        | 17       |      |
| Ki       | 21       | Christijan Albers    | Minardi-Cosworth  | 20         | Hidraulika     | 20       |      |
| Ki       | 2        | Rubens Barrichello   | Ferrari           | 18         | Elektronika    | 9        |      |
| Ki       | 9        | Kimi Räikkönen       | McLaren-Mercedes  | 9          | Kardántengely  | 1        |      |
| Ki       | 20       | Patrick Friesacher   | Minardi-Cosworth  | 8          | Kuplung        | 19       |      |
| Ki       | 6        | Giancarlo Fisichella | Renault           | 5          | Baleset        | 12       |      |
| Kiz      | 3        | Jenson Button†       | BAR-Honda         | 62         | + 10.481       | 3        |      |
| Kiz      | 4        | Szató Takuma†        | BAR-Honda         | 62         | + 34.783       | 6        |      |

* Ralf Schumacher huszonöt másodperces időbüntetést kapott a második boxkiállásánál végrehajtott veszélyes manővere miatt.
† A futam után Jenson Button autóját 4.99 kg-mal könnyebbnek találták, majd május 5-én a FIA Fellebbviteli Bírósága a BAR csapat mindkét versenyzőjét kizárta a nagydíjról, és a következő két versenyen való szereplésüktől eltiltották őket.

## A világbajnokság élmezőnyének állása a verseny után
| H | Versenyzők           | Pont | H | Konstruktőrök    | Pont |
| - | -------------------- | ---- | - | ---------------- | ---- |
| 1 | Fernando Alonso      | 36   | 1 | Renault          | 46   |
| 2 | Jarno Trulli         | 20   | 2 | Toyota           | 29   |
| 3 | Giancarlo Fisichella | 10   | 5 | McLaren-Mercedes | 15   |
| 4 | Michael Schumacher   | 10   | 3 | Ferrari          | 18   |
| 5 | Nick Heidfeld        | 9    | 4 | Williams-BMW     | 18   |

## Statisztikák
Vezető helyen:
- Kimi Räikkönen: 8 (1-8)
- Fernando Alonso: 46 (9-23 / 25-42 / 50-62)
- Jenson Button: 5 (24 / 43-46)
- Michael Schumacher: 3 (47-49)

Fernando Alonso 4. győzelme, Kimi Räikkönen 4. pole-pozíciója, Michael Schumacher 67. (R) leggyorsabb köre.
- Renault 21. győzelme.

Rubens Barrichello 200. , Vitantonio Liuzzi első versenye.